# Jackie (magazine)
Jackie est un hebdomadaire pour adolescentes britannique publié par D. C. Thomson & Co. Ltd du 11 janvier 1964 au 3 juillet 1993 (numéro 1534). Dans les années 1960 et 1970, c'était le plus populaire des magazines de son genre, avec près de 600.000 exemplaires vendus en moyenne en 1976. Ringardisé par des titres plus modernes dans les années 1980, Jackie voit alors sa diffusion chuter brusquement.

## Documentation
- Martin Barker, Comics: Ideology, Power and the Critics, Manchester : Manchester University Press, 1989, p. 134-159.